# أليكساندر ماريا بينهيرو توريس
أليكساندر ماريا بينهيرو توريس (بالبرتغالية: Alexandre Maria Pinheiro Torres‏) هو ناقد أدبي ومؤرخ ومترجم وكاتب وشاعر برتغالي، ولد في 27 أكتوبر 1923 في أمارانتي في البرتغال، وتوفي في 3 أغسطس 1999 في كارديف في المملكة المتحدة.

## وصلات خارجية
- أليكساندر ماريا بينهيرو توريس على موقع ديسكوغز (الإنجليزية)